# 362 Havnija
362 Havnija (mednarodno ime je 362 Havnia) je asteroid v zunanjem delu asteroidnega pasu. Kaže lastnosti dve tipov asteroidov X in C (po Tholenu).

## Odkritje
Asteroid je odkril francoski astronom Auguste Charlois ( 1864 – 1910) 12. marca 1893 v Nici. Poimenovan je po latinskem imenu za København, Danska

## Lastnosti
Asteroid Havnija obkroži Sonce v 2,58 letih. Njegova tirnica ima izsrednost 0,043, nagnjena pa je za 8,072° proti ekliptiki. Njegov premer je okoli 98 km .